# Dworek Reicherów
Dworek Reicherów – parterowy, klasycystyczny dwór zbudowany w XIX w. w Ożarowie Mazowieckim dla ówczesnych właścicieli folwarku Ożarów – Deskurów. Dwór otoczony był niegdyś pięknym parkiem krajobrazowym.

## Opis

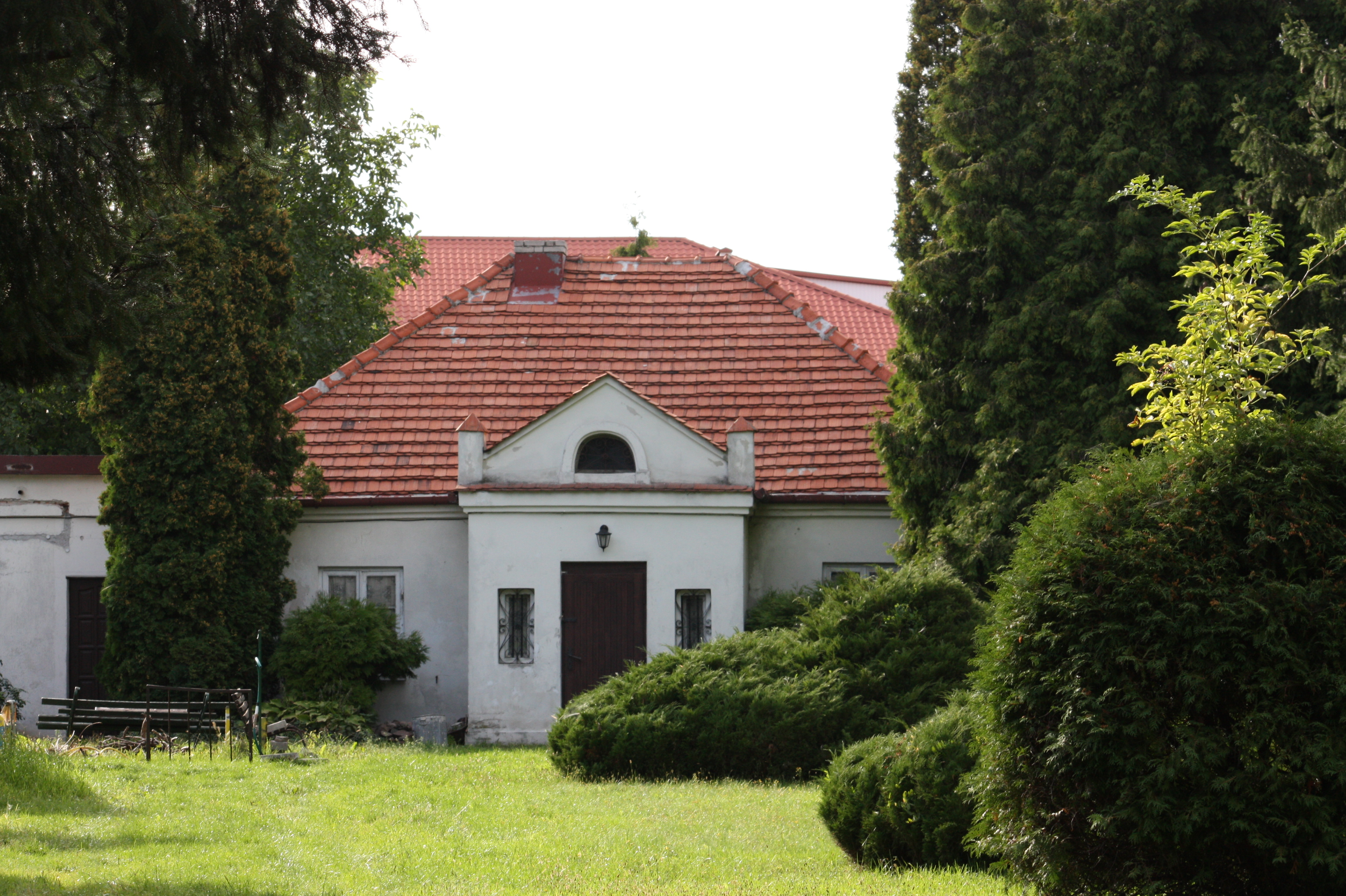
Oficyna

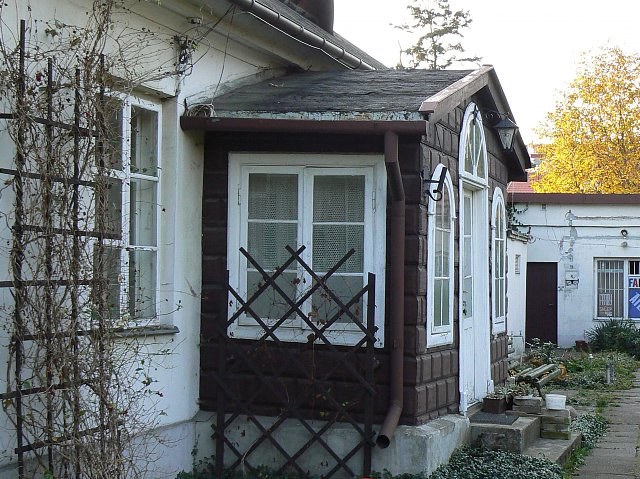
Ganek

Dwór zbudowany jest w stylu klasystycznym, murowany, wzniesiony na planie prostokąta. Parterowy o siedmiu osiach i podpiwniczony. Od frontu ma nowszy drewniany przedsionek, w elewacji bocznej, również nowszy czterosłupowy ganek, a od ogrodu taras. Obok stoi połączona z dworem oficyna, pochodząca z czasów jego budowy (jej dach przykryty jest dachówką). Układ wnętrz dwutraktowy z sienią i salonem na osi. Dach czterospadowy z „powiekami” kryty gontem. Wpisany do rejestru zabytków nr rej.: 1359-A z 19.08.1988.

## Historia

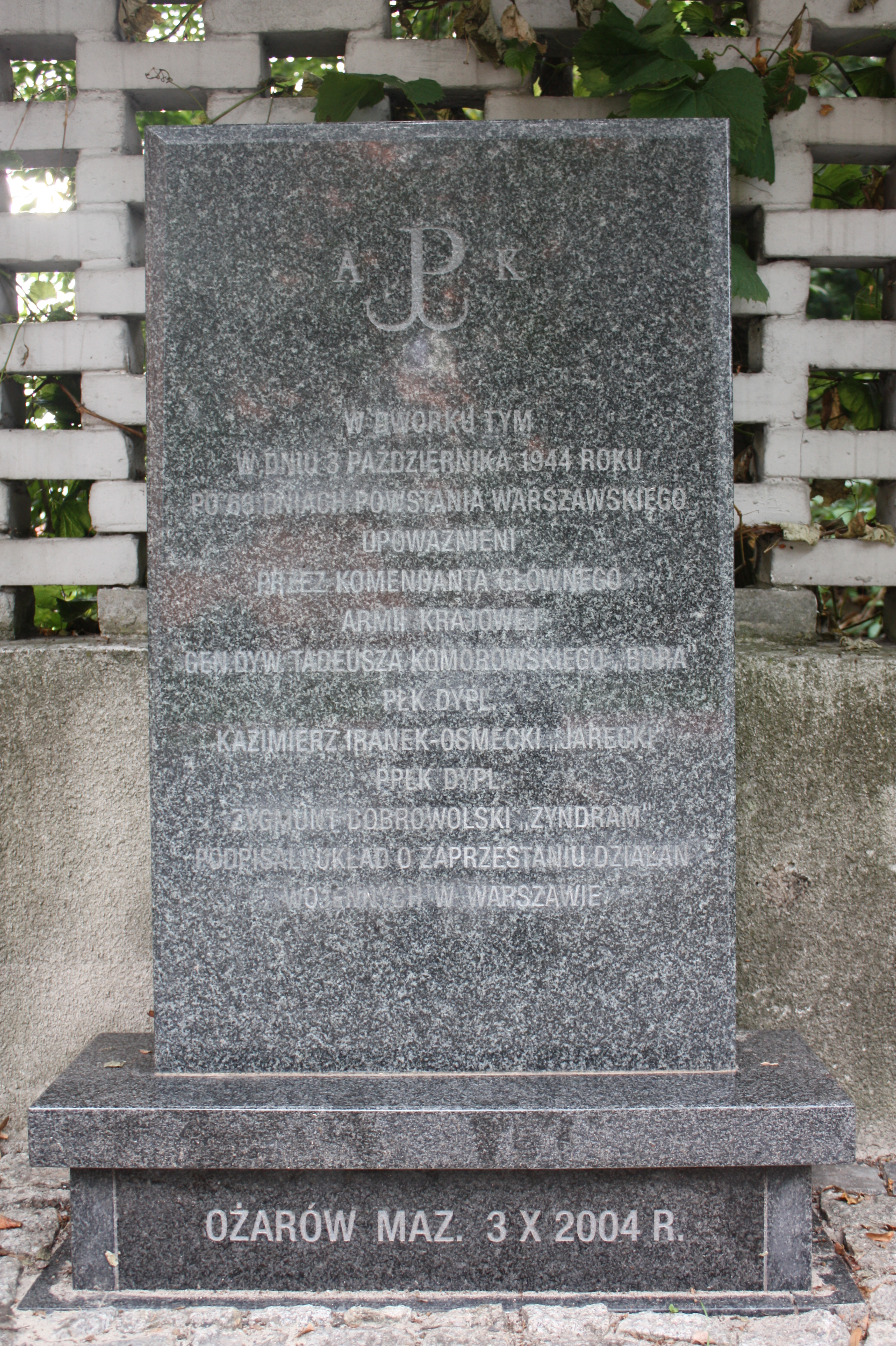
Tablica przed ogrodzeniem Dworku Reicherów

W połowie XIX w. był własnością Stanisława i Konstancji Deskurów. Ich spadkobierczynią była Tekla Rapacka, która 25 listopada 1879 sprzedała go wraz z majątkiem ziemskim muzykowi Władysławowi Kronenbergowi, synowi bankiera Leopolda Kronenberga. Władysław Kronenberg traktował jednak ten majątek jako lokatę kapitału. W 1892 wyjechał na stałe do Paryża a w 1912 sprzedał go Stanisławowi i Marii Reicherom. Dworek w rękach rodziny Reicherów pozostał do 1969, kiedy dworek wraz z wówczas już relatywnie małą działką kupiła Henryka Modrzejewska. Do posesji przylega pozostałość po przydworkowym parku. Obecnie jest to ogólnodostępny skwer miejski. Dworek przed wojną zasłynął jako centrum życia politycznego i kulturalnego. Kręcono w nim filmy fabularne, m.in. niemą wersję filmu „Trędowata” w 1926. Wewnątrz ściany zdobiły płótna najwybitniejszych polskich malarzy (obecnie przechowywane m.in. w Muzeum Narodowym w Warszawie). Kazimierz Reicher – współwłaściciel majątku ożarowskiego – w czasie II wojny światowej jako członek Armii Krajowej udostępnił dworek dla magazynowania broni i tajnej radiostacji. W czasie Powstania Warszawskiego w tym samym miejscu zainstalował się sztab dowodzącego jego tłumieniem SS-Obergruppenführera Bacha-Zelewskiego. W dworku prowadzono także negocjacje zakończone kapitulacją powstania z 2 na 3 października 1944. Wydarzenie to upamiętnia tablica ustawiona przy ulicy Poniatowskiego, przed ogrodzeniem otaczającym obecnie teren posesji, na której znajduje się dworek i przylegająca do niego od południa pozostałość parku krajobrazowego. Tablicę odsłonięto 3 października 2004 – w 60. rocznicę zakończenia Powstania Warszawskiego.
Od 1959 odbywały się tu zebrania Klubu Inteligencji Katolickiej (KIK). Wówczas właścicielką dworu była jeszcze Aniela Urbanowicz z d. Reicher, (ur. 1899 w Sosnowcu, zm. 1988 w Warszawie), jedna z założycieli KIKu. Obecnie właścicielem jest W. Modrzejewski.
We dworze bywali m.in.: Konstanty Łubieński, Janusz Zabłocki, Andrzej Micewski, Julian Tuwim, Leopold Staff, Tadeusz Mazowiecki, Stanisław Stomma, Stefan Kisielewski, Jerzy Turowicz, Jerzy Zawieyski.